# Nordöstra Göteborg
Nordöstra Göteborg – miejscowość (tätort) w Szwecji, w regionie administracyjnym (län) Västra Götaland, w gminie Göteborg.
Według danych Szwedzkiego Urzędu Statystycznego liczba ludności wyniosła: 45 106 (31 grudnia 2015), 47 072 (31 grudnia 2018) i 47 503 (31 grudnia 2019).